# 오카야마시
오카야마시(일본어: 岡山市 오카야마시[*])는 일본 오카야마현 남부에 있는 시이자 오카야마현의 현청 소재지이다.
2009년에 정령지정도시로 지정되었고 오카야마현 남부 해안의 교통 요충지로 오카야마현의 정치·경제·문화 중심지이다. 공업으로는 식료품·기계·섬유·고무 등이 있고, 고난 공업 지역과 구메 공업 단지 등이 정비되어 있다. 고라쿠엔·오카야마성 등의 명승지와 이케다 동물원·오카야마 미술관 등의 문화시설, 그 밖에 역사적인 사찰·성지가 많다.

## 지리

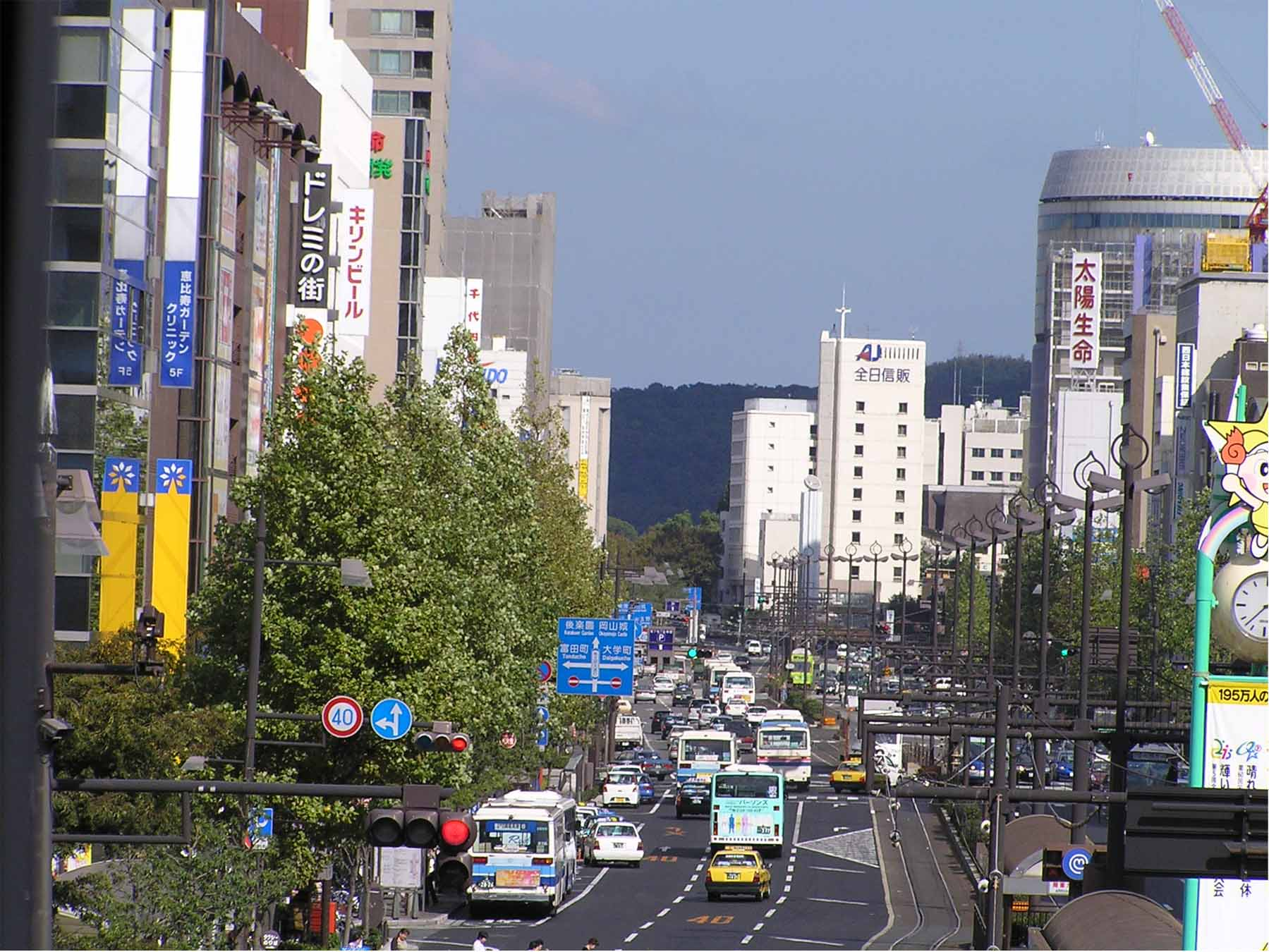
모모타로 대로

### 지형
북부는 완만한 언덕이 계속되는 기비 고원의 일각을 이루고 있고 시민의 취수원인 아사히카와댐과 편리성 덕분에 이용객이 증가하고 있는 오카야마 공항 및 근교 주택가가 있다. 세토 내해로 흘러 들어가는 아사히가와강과 요시이강의 운반·퇴적 작용에 의해 형성된 남부의 오카야마 평야에 중심 시가지가 있고 남부 평야에는 에도 시대 이후의 간척지에 농지가 펼쳐져 곡창지대를 이루고 있다. 그 남쪽은 고지마만을 사이에 두고 세토 내해가 보여 풍광이 맑고 아름다운 고지마 반도의 구릉지를 이룬다.

### 기후
북쪽은 주코쿠 산지, 남쪽은 시코쿠 산지가 있는 세토 내해 연안부에 위치하기 때문에 전형적인 세토 내해식 기후에 속한다. 온난하고 일조 시간은 연간 약 2000시간으로 길며 연 강수량은 1100mm 정도로 비와 눈은 일본 전체에서 보았을 때 매우 적다.
봄과 가을에는 이동성 고기압의 영향으로 맑은 날이 많고 태평양 고기압의 영향을 받는 여름에는 세토 내해 연안 특유의 고요가 일어나기 때문에 열대야가 발생하는 일이 자주 있다. 그러나 매년 몇 번씩 일본 열도에 내습하는 태풍이나 그 영향에 의한 비바람도 주고쿠 산지와 시코쿠 산지의 산들에 가로막혀 약해지는 경우가 많아 재해에 휩쓸리는 일은 적다. 또 겨울에는 북동계절풍이 주고쿠 산지에 의해 차단되기 때문에 강설은 적고 눈이 내려도 쌓이는 일은 거의 없다.
| 오카야마시의 기후                                            | 오카야마시의 기후 | 오카야마시의 기후 | 오카야마시의 기후 | 오카야마시의 기후 | 오카야마시의 기후 | 오카야마시의 기후 | 오카야마시의 기후 | 오카야마시의 기후 | 오카야마시의 기후 | 오카야마시의 기후 | 오카야마시의 기후 | 오카야마시의 기후 | 오카야마시의 기후 |
| 월                                                           | 1월               | 2월               | 3월               | 4월               | 5월               | 6월               | 7월               | 8월               | 9월               | 10월              | 11월              | 12월              | 연간              |
| ------------------------------------------------------------ | ----------------- | ----------------- | ----------------- | ----------------- | ----------------- | ----------------- | ----------------- | ----------------- | ----------------- | ----------------- | ----------------- | ----------------- | ----------------- |
| 역대 최고 기온 °C (°F)                                       | 18.8 (65.8)       | 22.3 (72.1)       | 24.8 (76.6)       | 29.6 (85.3)       | 33.6 (92.5)       | 37.0 (98.6)       | 38.1 (100.6)      | 39.3 (102.7)      | 37.1 (98.8)       | 33.4 (92.1)       | 26.9 (80.4)       | 21.5 (70.7)       | 39.3 (102.7)      |
| 일평균 최고 기온 °C (°F)                                     | 9.6 (49.3)        | 10.5 (50.9)       | 14.6 (58.3)       | 19.8 (67.6)       | 24.8 (76.6)       | 27.6 (81.7)       | 31.8 (89.2)       | 33.3 (91.9)       | 29.1 (84.4)       | 23.4 (74.1)       | 17.1 (62.8)       | 11.7 (53.1)       | 21.1 (70.0)       |
| 일일 평균 기온 °C (°F)                                       | 4.6 (40.3)        | 5.2 (41.4)        | 8.7 (47.7)        | 14.1 (57.4)       | 19.1 (66.4)       | 22.7 (72.9)       | 27.0 (80.6)       | 28.1 (82.6)       | 23.9 (75.0)       | 18.0 (64.4)       | 11.6 (52.9)       | 6.6 (43.9)        | 15.8 (60.4)       |
| 일평균 최저 기온 °C (°F)                                     | 0.1 (32.2)        | 0.5 (32.9)        | 3.5 (38.3)        | 8.5 (47.3)        | 14.8 (58.6)       | 18.7 (65.7)       | 23.4 (74.1)       | 24.6 (76.3)       | 20.0 (68.0)       | 13.4 (56.1)       | 6.8 (44.2)        | 2.1 (35.8)        | 11.4 (52.5)       |
| 역대 최저 기온 °C (°F)                                       | −8.9 (16.0)       | −9.1 (15.6)       | −7.0 (19.4)       | −3.6 (25.5)       | 1.0 (33.8)        | 7.4 (45.3)        | 12.6 (54.7)       | 14.8 (58.6)       | 7.2 (45.0)        | 1.7 (35.1)        | −3.5 (25.7)       | −6.5 (20.3)       | −9.1 (15.6)       |
| 평균 강수량 mm (인치)                                        | 36.2 (1.43)       | 45.4 (1.79)       | 82.5 (3.25)       | 90.0 (3.54)       | 112.6 (4.43)      | 169.3 (6.67)      | 177.4 (6.98)      | 97.2 (3.83)       | 142.2 (5.60)      | 95.4 (3.76)       | 53.3 (2.10)       | 41.5 (1.63)       | 1,143.1 (45.00)   |
| 평균 강설량 cm (인치)                                        | 0 (0)             | 1 (0.4)           | 0 (0)             | 0 (0)             | 0 (0)             | 0 (0)             | 0 (0)             | 0 (0)             | 0 (0)             | 0 (0)             | 0 (0)             | 0 (0)             | 1 (0.4)           |
| 평균 강수일수 (≥ 0.5 mm)                                     | 5.4               | 6.9               | 9.2               | 9.6               | 9.4               | 11.6              | 10.9              | 7.7               | 9.7               | 7.7               | 6.4               | 6.3               | 100.8             |
| 평균 상대 습도 (%)                                           | 69                | 66                | 65                | 60                | 64                | 71                | 74                | 69                | 71                | 71                | 72                | 71                | 69                |
| 평균 월간 일조시간                                           | 149.0             | 145.4             | 177.8             | 192.6             | 205.9             | 153.5             | 169.8             | 203.2             | 157.5             | 171.5             | 153.7             | 153.8             | 2,033.7           |
| 출처: 일본 기상청 (평년값: 1991년~2020년, 극값: 1891년~현재) |                   |                   |                   |                   |                   |                   |                   |                   |                   |                   |                   |                   |                   |

### 행정 구역

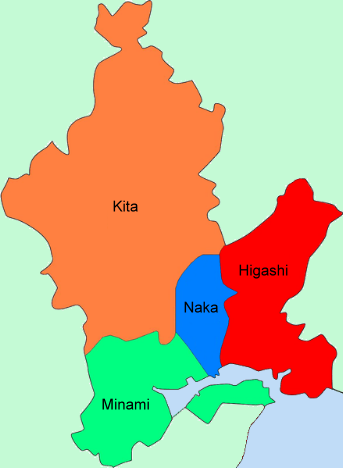
오카야마시의 구

오카야마시에는 4개의 구가 있다.
- 기타구(北区)
- 나카구(中区)
- 히가시구(東区)
- 미나미구(南区)

### 인접한 자치체
- 오카야마현
  - 가가군 기비추오정
  - 구라시키시
  - 구메군 구메난정, 미사키정
  - 다마노시
  - 비젠시
  - 소자시
  - 세토우치시
  - 쓰쿠보군 하야시마정
  - 아카이와시
- 가가와현
  - 쇼즈군 도노쇼정

## 인구
| 연도 | 인구 | ±% p.a. |
| --- | --- | ------- |
| 1960 | 432,177 | —       |
| 1970 | 500,599 | +1.48%  |
| 1980 | 590,424 | +1.66%  |
| 1990 | 640,406 | +0.82%  |
| 2000 | 674,375 | +0.52%  |
| 2010 | 709,622 | +0.51%  |
| 이 그래프는 더 이상 지원되지 않는 레거시 그래프 확장 기능 을 사용하고 있습니다. 새로운 차트 확장 기능 으로 변환해야 합니다. | |         |
| | 이 그래프는 더 이상 지원되지 않는 레거시 그래프 확장 기능을 사용하고 있습니다. 새로운 차트 확장 기능으로 변환해야 합니다. |         |

## 역사

### 고대부터 율령 시대까지
고대의 오카야마는 기비국의 일부로 야요이 시대와 고훈 시대에는 쓰쿠시·이즈모·야마토·게노 등과 함께 일본 열도를 대표하는 정권으로 번영하였고 야마토와 연합해 열도의 통일·치세에 공헌했다.
그러나 기비국의 세력 확대를 좋지 않게 생각하던 야마토에 배신당해 세력이 축소되어 비젠국·빗추국·빈고국·미사사카국으로 분할되었고 이후 현재에 이르기까지 경제·문화 면에서 밀접한 옛 기비국의 정치적인 통일은 달성되지 않았다. 기비국이 분할된 후 비젠국의 국부는 현재의 오카야마시 일대에 놓였던 것으로 보인다.

### 센고쿠 시대부터 덴쇼 시대(1573년)까지

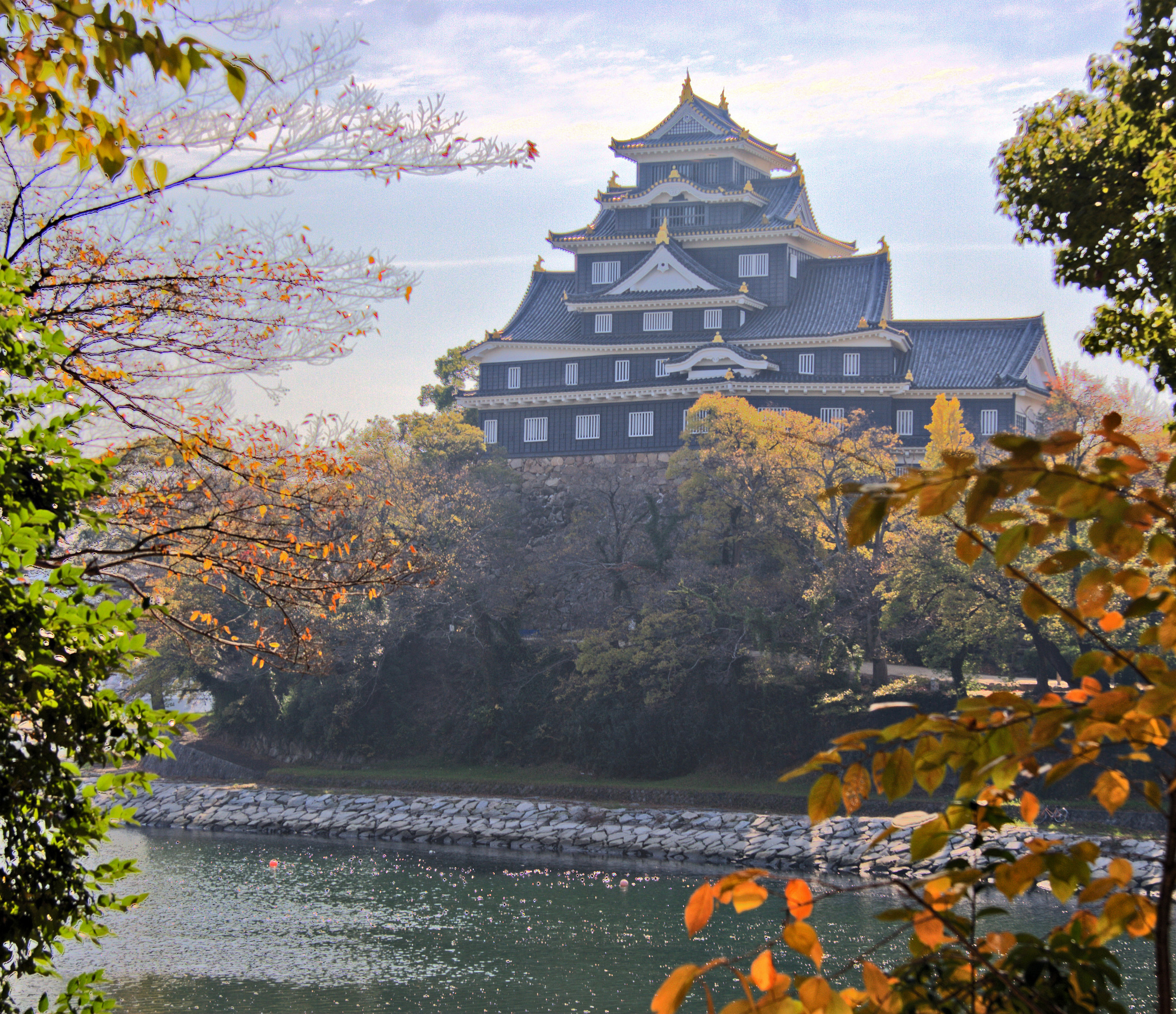
오카야마성

오카야마 주변은 무로마치 시대까지는 농촌 지대로 16세기에는 가네미쓰씨가 소규모 성을 쌓아 거점으로 하고 있었다. 센고쿠 시대에 오카야마의 교통의 편리함과 토지의 광대함에 주목한 우키타 나오이에는 1570년에 가네미쓰 무네타카를 모반 혐의로 할복 자살시키고 오카야마성을 빼앗았다. 이후 성을 대규모로 확장해 산요도를 오카야마를 경유하게 바꾸고 비젠국 내외의 상인을 불러와 1573년에 본거지로 이주시켰다. 나오이에가 시작한 성시 오카야마의 진흥은 우키타 히데이에의 대에도 계속되어 이때 이후 오카야마는 주로 비젠국의 정치, 경제 중심지 역할을 하였다.

### 에도 시대

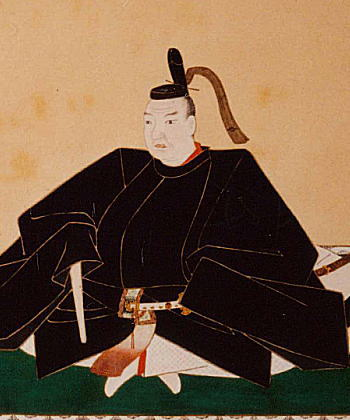
이케다 쓰나마사

우키타 히데이에가 세키가하라 전투로 몰락하면서 1601년에 고바야카와 히데아키가 오카야마성에 들어왔다. 히데아키는 이듬해인 1602년에 죽어 고바야카와가는 단절되었다. 1603년에는 이케다 다다쓰구가 들어와 이후 에도 시대에 걸쳐 오카야마는 이케다씨의 성시가 되었다.
오카야마는 성시(조카마치)로 발전을 계속해 이케다씨 4대 이케다 쓰나마사의 대인 1707년에는 도시 인구가 3만 635명(무가·절과 신사를 포함한 총인구는 추정 4~5만 명)에 이르러 일본 내에서도 열손가락 안에 들어가는 경제력을 가진 성시가 되었다. 고라쿠엔이 조성된 것도 이 시기이다. 그런데 도시 인구는 교호 무렵부터 서서히 감소해 막말에는 2만 92명(1858년)이 되었다. 이는 오카야마번의 신전 개발에 의한 농촌 상업 발달과는 대조적이며 번 당국이 농촌에서 도시로의 인구 유입을 억제하는 정책을 취한 영향으로 보인다.

### 메이지 유신부터 제2차 세계 대전까지
1871년 8월 29일의 폐번치현으로 오카야마는 오카야마현의 현청 소재지가 되었고 1889년에는 시가 되었다. 시가 성립될 당시 면적은 5.77km2, 인구는 4만 7564명이었고 1920년의 인구는 9만 4585명이었다. 제2차 세계 대전 말기인 1945년 6월 29일에는 오카야마 공습으로 큰 피해를 받아 1000명 이상이 희생되었고 10만 명 이상이 집을 잃었다.

### 제2차 세계 대전 후
전후 혼란기인 1952년 4월 24일에 오카야마시청 앞에서 외국인 200명이 오카야마시 공안 조례를 위반한 폭력 시위(오카야마 사건)를 벌였다. 시청에 최루 가스병과 돌을 던지고 출동한 경찰관 2명이 외국인이 소지하고 있던 죽창에 찔려 부상당하는 사태가 발생하였다.
혼란기를 지나 도시는 순조롭게 발전해 주변 시정촌과의 합병을 진행하였다. 1960년경에는 구라시키시를 포함한 겐난 광역도시 구상을 오카야마현지사가 제창했지만 구라시키시장의 실종에서 시작된 소동으로 백지화되었다. 1972년 3월 15일에는 산요 신칸센 오카야마역이, 1988년 3월 20일에는 세토 대교선이 개업한 이래 철도 교통의 요지가 되고 있다.
1996년에는 국가로부터 중핵시로 지정되었다. 이후 2005년 3월 22일에는 인접하던 미쓰군 미쓰정, 고지마군 나다사키정을 편입하였고 2007년 1월 22일에는 인접하던 미쓰군 다케베정, 아카이와군 세토정을 편입하였다. 2007년 6월 26일 저녁에는 인구가 70만 명을 돌파했다.
2009년 4월 1일에 정령지정도시로 승격되면서 구제가 시행되어 기타구·나카구·히가시구·미나미구가 설치되었다.

## 산업

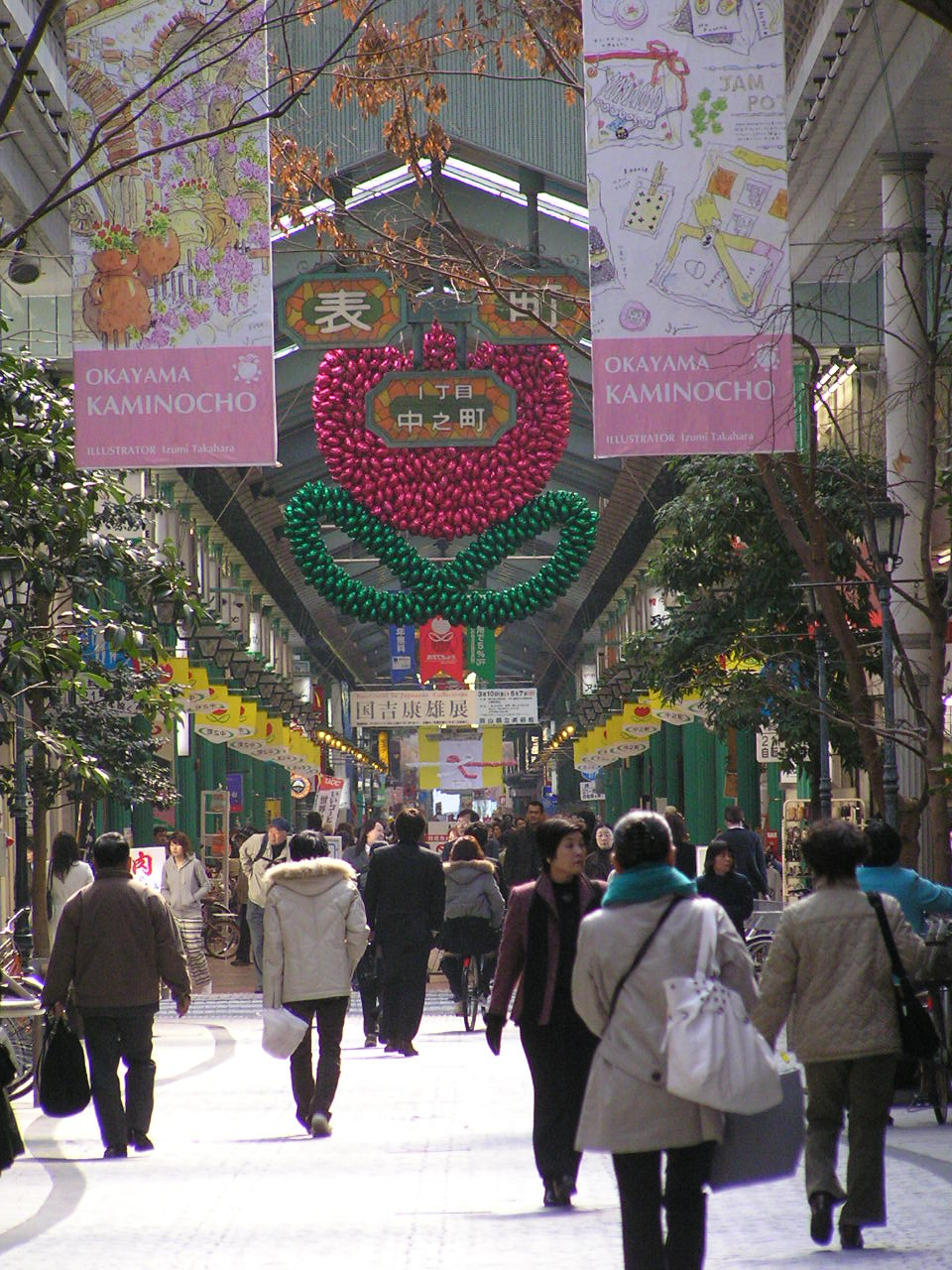
오모테초 쇼핑가

### 농업
도시는 오카야마 평야에 위치하며 쌀, 가지, 부추가 유명하다. 북부 산지에서는 복숭아와 포도가 재배된다.

### 공업
2005년에 도시의 GDP는 8000억 엔으로 오카야마현 GDP의 거의 10%를 차지하였다. 주요 산업은 공작 기계, 화학, 식료품, 인쇄이다. 도시 남부의 고난 지구는 가장 발달한 공업 지대이다.

### 상업
오카야마시는 구라시키시와 소자시를 포함하는 오카야마 도시권의 핵심 도시이다. 주요 상업 지구는 오카야마성과 고라쿠엔 주변의 오모테초와 오카야마역 일대이다. 오모테초에는 많은 쇼핑가가 있다.

## 교육

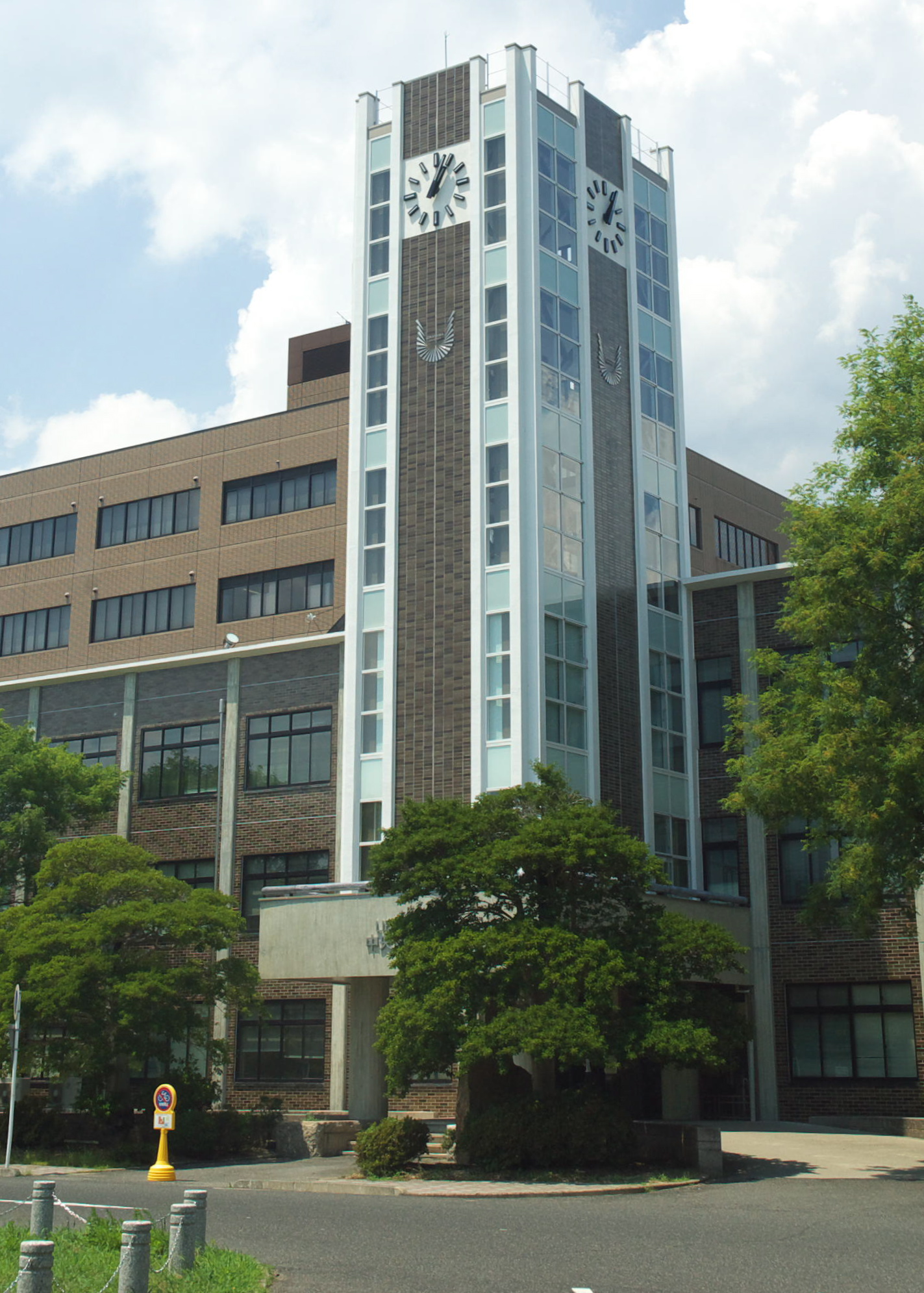
오카야마 대학

도시 내에 위치한 오카야마 대학은 1870년에 의학관으로 설립되었고 1949년에 국립 대학이 되었다. 오카야마 대학은 11개의 학부와 6개의 대학원이 있는 오카야마에서 가장 큰 대학 중 하나이다.
오카야마시에는 7개의 사립 대학과 3개의 단기 대학, 24개의 고등학교(공립 16개, 사립 8개), 7개의 중고일관교(공립 2개, 사립 5개), 37개의 중학교(시립 36개, 국립 1개), 93개의 초등학교(시립 91개, 사립 2개)가 있다.

### 대학
- 오카야마 대학 (국립)
- 노트르담 세이신 대학 (사립)
- 오카야마 이과대학 (사립)
- 오카야마 상과대학 (사립)
- 산요 가쿠인 대학 (사립)
- 수지쓰 대학 (사립)
- 주고쿠 가쿠인 대학 (사립)
- 환태평양 대학 (사립)

## 교통

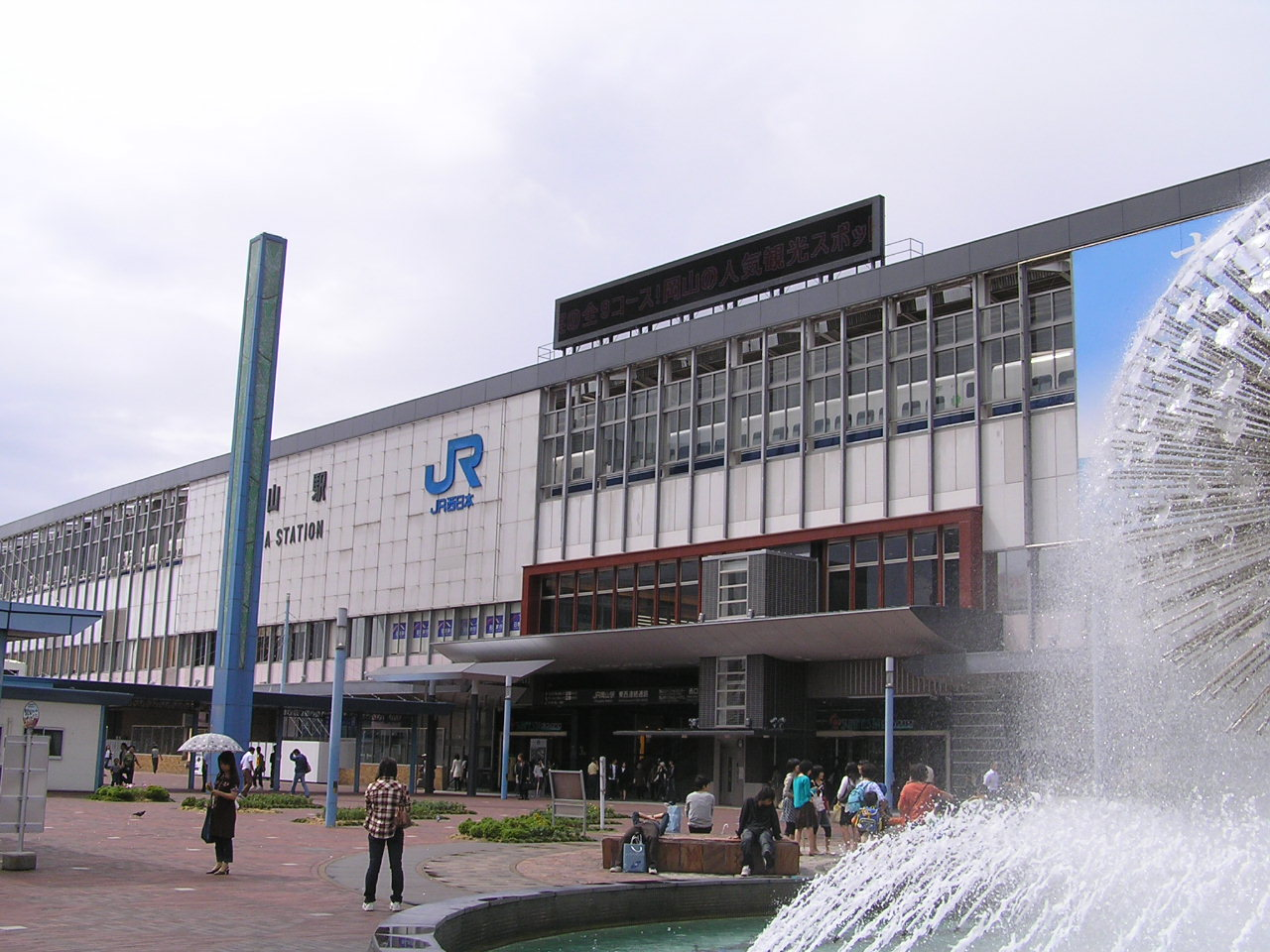
오카야마역

### 철도
- 서일본 여객철도
  - 산요 신칸센
    - 오카야마역

  - 산요 본선
    - 만토미역 - 세토역 - 조토역 - 히가시오카야마역 - 다카시마역 - 니시가와라역 - 오카야마역 - 기타나가세역 - 니와세역

  - 우노선
    - 오카야마역 - 오모토역 - 비젠니시이치역 - 세노오역 - 빗추미시마역 - (쓰쿠보군 하야시마정과 구라시키시를 건너뜀) - 히코사키역 - 비젠카타오카역 - 하자카와역

  - 혼시비산선(세토 대교선)
    - 우에마쓰역

  - 아코선
    - 사이다이지역 - 오다라역 - 히가시오카야마역

  - 쓰야마선
    - 오카야마역 - 호카이인역 - 비젠하라역 - 다마가시역 - 마키야마역 - 노노쿠치역 - 가나가와역 - 다케베역 - 후쿠와타리역

  - 기비선
    - 오카야마역 - 비젠미카도역 - 다이안지역 - 비젠이치노미야역 - 기비쓰역 - 빗추타카마쓰역 - 아시모리역
- 오카야마 전기궤도
  - 히가시야마 본선
  - 세이키바시선

### 도로
- 산요 자동차도
- 오카야마 자동차도(일본어판)
- 국도 제2호선
- 국도 제30호선
- 국도 제53호선
- 국도 제180호선
- 국도 제250호선 (일본)(일본어판)
- 국도 제429호선 (일본)(일본어판)

### 공항
- 오카야마 공항
- 고난 비행장(일본어판)

### 항구
- 오카야마항(일본어판)

## 문화

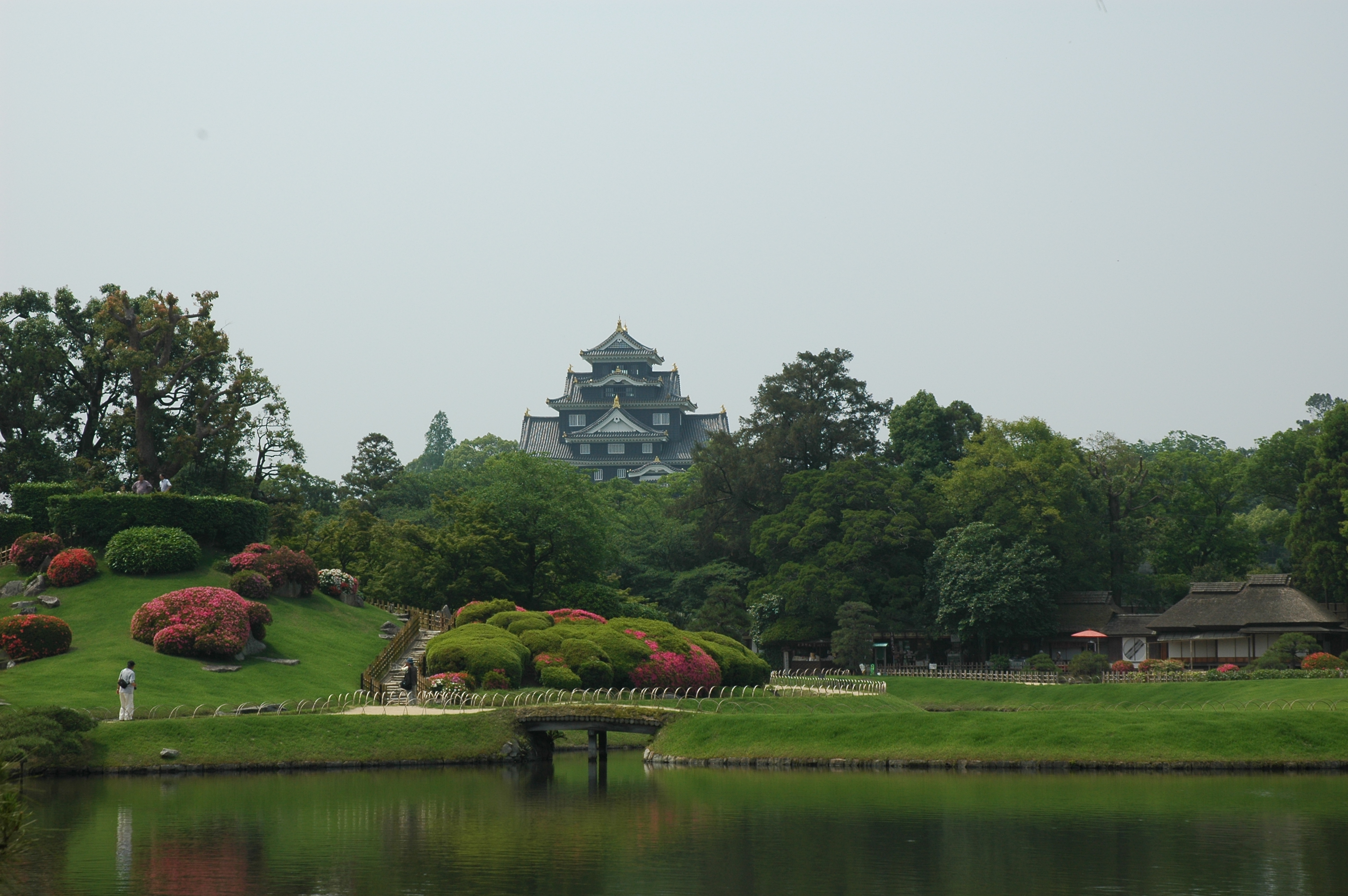
고라쿠엔

오카야마성과 고라쿠엔은 오카야마의 가장 유명한 관광지이다. 오카야마성은 1597년에 다이묘 우키타 나오이에에 의해 축성되었고 제2차 세계 대전 중인 1945년에 폭격으로 파괴되었다가 1966년에 재건되었다.
고라쿠엔은 일본의 3대 전통 정원 중 하나로 오카야마성 남쪽에 있다. 고라쿠엔은 이케다 쓰나마사에 의해 14년 만인 1700년에 완성되었고 소겐지는 임제종에 속하는 대형 불교 사원으로 도시 중심부에 위치한다.

## 스포츠
일본 프로축구 J리그에서 파지아노 오카야마 FC가 활약하고 있다.

## 자매 도시
- 일본 홋카이도 구시로시(1980년)
- 미국 캘리포니아주 산호세(1957년 5월 26일)
- 코스타리카 산호세(1969년 1월 27일)
- 불가리아 플로브디브(1972년 4월 28일)
- 중국 허난성 뤄양시
  - 1981년 4월 6일에 우호 교류 도시로 체결되었지만 2003년 4월 29일에 중화민국 신주시와 자매 결연을 맺은 것에 대해 뤄양시가 항의하면서 교류가 단절되었다. 그러나 2006년 3월 19일에 우호 교류 도시 제휴 동결이 해제되면서 교류가 재개되었다.
- 대한민국 경기도 부천시(2002년 2월 26일)
- 중화민국 신주시(2003년 4월 21일)

## 주요 인물
- 오가와 요코(小川 洋子)
- 아카키 노노카(赤木野々花) - NHK 아나운서
- 니시무라 리키(西村力) - ENHYPEN 멤버